# Chrysis anoma
Chrysis anoma es una especie de avispa del género Chrysis, familia Chrysididae. Fue descrita por Bohart en 1991. Se encuentra en España, Estados Unidos y Marruecos.

## Subespecies
Se reconocen las siguientes:
- Chrysis anoma baezi Linsenmaier, 1993
- Chrysis anoma espagnola Linsenmaier, 1968